# Кобылкино (Кадников)
Кобылкино — деревня в Сокольском районе Вологодской области.
Входит в состав городского поселения город Кадников, с точки зрения административно-территориального деления — в Кадниковский сельсовет.
Расстояние по автодороге до районного центра Сокола — 21 км, до центра муниципального образования Кадникова — 9 км. Ближайшие населённые пункты — Большая Мурга, Малая Мурга, Дементьево, Воздвиженье.
По данным переписи в 2002 году постоянного населения не было.